# Владивостокский уезд
Владивостокский уезд — административно-территориальная единица РСФСР, существовавшая в 1924—1926 годах.
Владивостокский уезд с центром в городе Владивостоке в составе Приморской губернии был образован из Сучанского, Ольгинского и Посьетского районов Приморской губернии декретом ВЦИК «Об административном делении Амурской, Забайкальской и Приморской губерний Дальне-Восточной области» от 18 февраля 1924 года.
К началу 1926 года уезд включал город Владивосток, 8 волостей (Барабашевская, Владимиро-Александровская, Киевская, Ольгинская, Посьетская, Сучанская, Тетюхинская, Шкотовская), 139 сельсоветов и 642 селения.
4 января 1926 года декретом ВЦИК «Об образовании и районировании Дальне-Восточного края» при ликвидации Приморской губернии Владивостокский уезд был упразднён, а его территория вошла во Владивостокский округ Дальневосточного края (за исключением севера Тетюхинской волости, переданного в состав Хабаровского округа).